# 海妖 (特种部队)
海妖特种部队（羅馬化：Spetspidrozdil «Kraken»）是隶属于乌克兰国防部情报总局的一个独立侦察和破坏单位。

## 历史
该团建立于2022年2月24日，即俄罗斯全面入侵乌克兰首日，以神话中的海洋生物克拉肯命名，由亚速团的老兵组成，在战斗中成功解放了几个被占领的村庄，成为战争中相当知名的志愿部队之一。2022年4月，该部队拆除了哈尔科夫的俄国元帅朱可夫纪念碑。 
据报道，9月下旬，该部队指挥官内米切夫声称该部队俘获了超过15名俄罗斯军官，并将他们移交给了国防部情报总局。引述他的话说：“他们把所有人都扔进了步兵单位。这表明俄罗斯人现在有很大的问题。 他们不知道该从哪里搞人来送死。 因此，他们就从不同的单位里把人抓来部署在这里。 这说明他们过得不大好，所以我们就来帮他们“把气氛搞得更糟些”。 据报道，该团在九月期间夺回伊久姆的战斗中发挥了关键作用。